# イガグリフグ
イガグリフグ（学名: Cyclichthys spilostylus）は、フグ目ハリセンボン科に属する海水魚である。インド太平洋の熱帯域に生息し、日本でも稀ながら南日本でみられる。他のハリセンボン科魚類と同様、体に棘をもち、刺激を受けると膨らむという特徴を示す。ただし本種の棘は1 cm未満と短く、また不動性である。棘の基部に斑点がある特徴的な体色を示し、この点で同属種のメイタイシガキフグと識別できる。夜行性で、沿岸部の浅海底を単独で泳ぐ。上顎と下顎に一枚ずつあるくちばし状の歯板を用いて、ウニや甲殻類の硬い殻を砕いて捕食する。

## 分類
イガグリフグはフグ目のハリセンボン科(Diodontidae)、メイタイシガキフグ属 (Cyclichthys )に分類される。
本種は1982年にアメリカの魚類学者John Ernest RandallとJeffrey Martin Leisによって、紅海から得られたタイプ標本をもとに初記載された。このとき本種はイシガキフグ属(Chilomycterus )に分類され、Chilomycterus spilostylus という学名が与えられた。その後1986年にLeisが本種をメイタイシガキフグ属に移したため、現在有効な学名はCyclichthys spilostylus  である。本種はカール・フォン・リンネの記載したCyclichthys echinatus と同種とみなされることもあったが、この学名はむしろイシガキフグ (Chilomycterus reticulatus )のシノニムである可能性が高い。

## 形態

### 概要
全長34 cmに達する。体は側面から見ると卵形を呈し、尾柄部は側扁する。 体は不動性の棘に覆われ、棘は基部で3本に分岐する。頭部にのみ基部で4本に分岐する棘がある。棘は短く、大型個体でも1 cmを超えない。口角と尾柄の背部には棘がない。歯はくちばし状の歯板として癒合し、上顎と下顎に1枚ずつある。腹鰭はない。背鰭は10-13軟条、臀鰭は10-12軟条、胸鰭は20-22軟条、尾鰭は9軟条をもつ。
体側面と体背面は淡褐色や褐色で、腹面はより明るい体色となる。棘は背側では淡灰色か黄色、腹側では淡灰色である。棘の根元には、背側では明色の、腹側では黒色の斑点がみられる。各鰭は灰色で斑点はなく、尾鰭の末端付近は暗褐色になる。

### 類似種との識別
棘の根元が3つに分岐して不動性であることから、棘の根元が2つに分岐して可動性のハリセンボン属魚類と識別できる。尾柄背面に棘がないことから、尾柄背面に1本以上の棘をもつイシガキフグと識別できる。同属種のメイタイシガキフグとは、本種には口角に棘がない点、鰭に斑点がない点、棘の根元に斑点が見られる点などから識別できる。また、イガグリフグの方がやや大型で、背部の左右の腹鰭を結ぶ線上に5-6本の棘がある一方、メイタイシガキフグではそれが4本しかないことも識別の基準となる。

## 分布
本種はインド洋と西太平洋の熱帯域に生息する。生息域の西部では紅海や南アフリカなどで、東部ではフィリピンやオーストラリア、ニューカレドニア、南日本などでみられる。ガラパゴス諸島や地中海からも報告がある。地中海における分布は、紅海からスエズ運河を通じて拡散したものとみられる。
日本では採集例が少ない稀な種だが、主に高知県以南で見られ、そのほか富山湾や佐渡島、山口県、そして島根県などからも報告がある。日本海で発見されたものは、冬期の水温低下のために遊泳困難となって流された個体である可能性がある。沖縄では成熟しているとみられる大型の個体が採捕されている一方、山口県などで採捕された個体は熱帯の繁殖地から対馬海流によって流されたものである可能性が指摘されている。

## 生態
本種は沿岸域の岩礁やサンゴ礁の周辺、水深3-90 m程度の海域でよくみられる。海藻の生い茂る場所やカイメンの多い沿岸斜面に生息する。日中はふつう岩やサンゴの下に隠れ、夜間に活発になる。単独で泳ぐことが多い。体表の模様を暗色にし、隠蔽色を示すこともある。近縁種と同様刺激を与えると膨張し、自発的な収縮までには30分程度を要する。ハリセンボン属の種とは異なり棘は不動性であるため、収縮時も膨張時も棘は立ったままである。幼魚は表層から中層でみられるが、繁殖生態については水槽内での産卵記録すらなく、不明である。甲殻類や軟体動物、ウニなどの殻の硬い無脊椎動物を捕食する。

## 人間との関係
底引綱や定置網で漁獲されることがある。採捕例が少ないため人への毒性は不明で、食用に供してはならない。

## ギャラリー

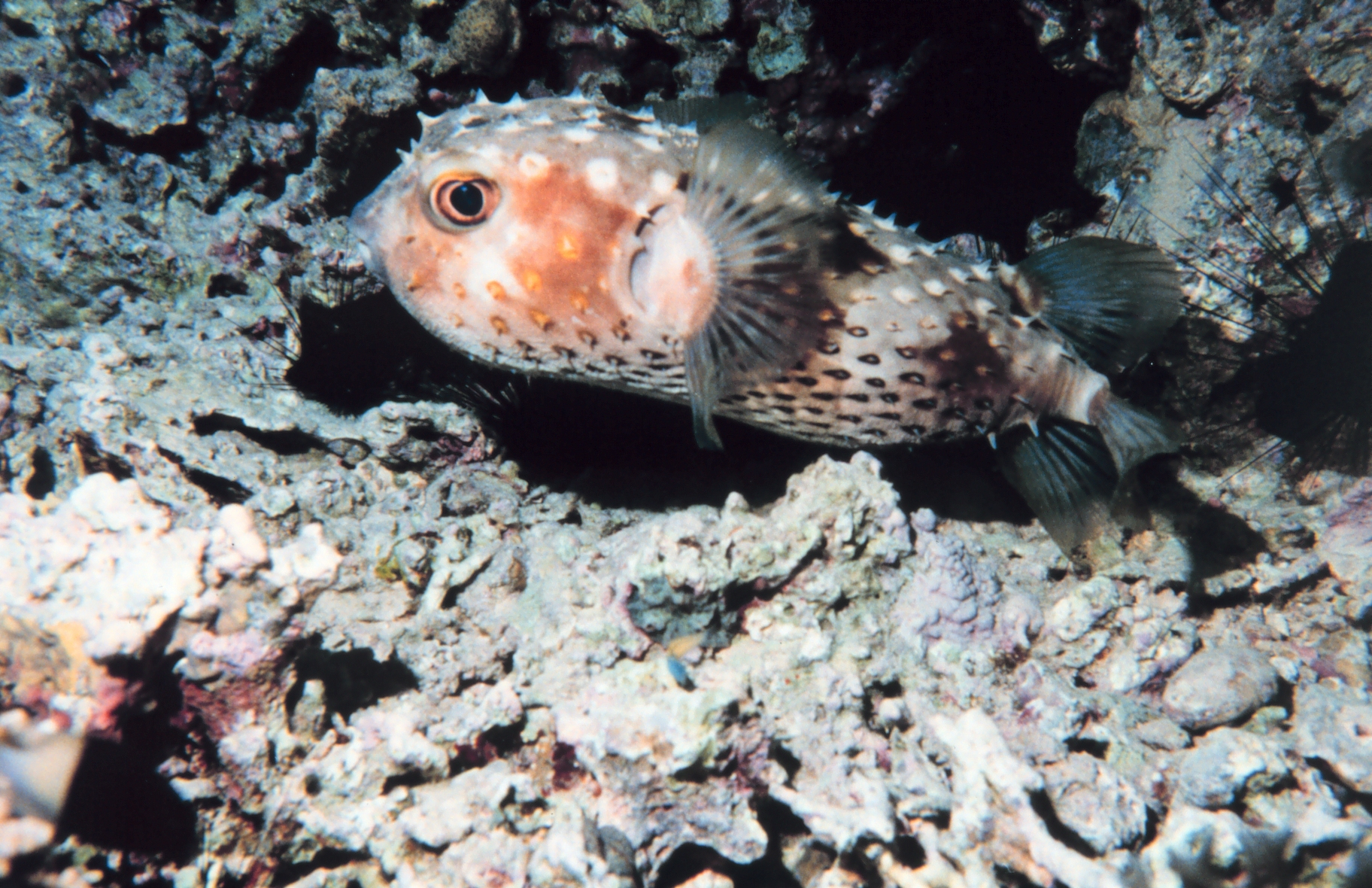
アカバ湾にて
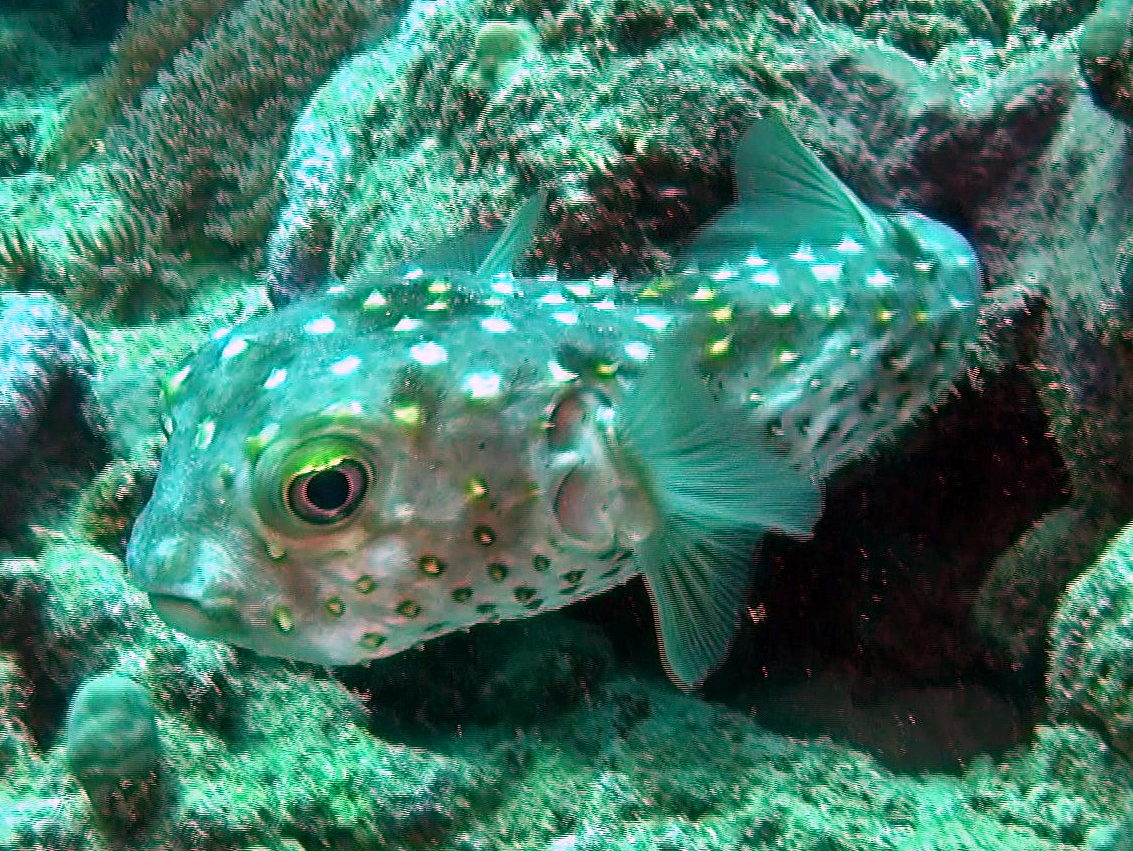
スーダン沿岸にて
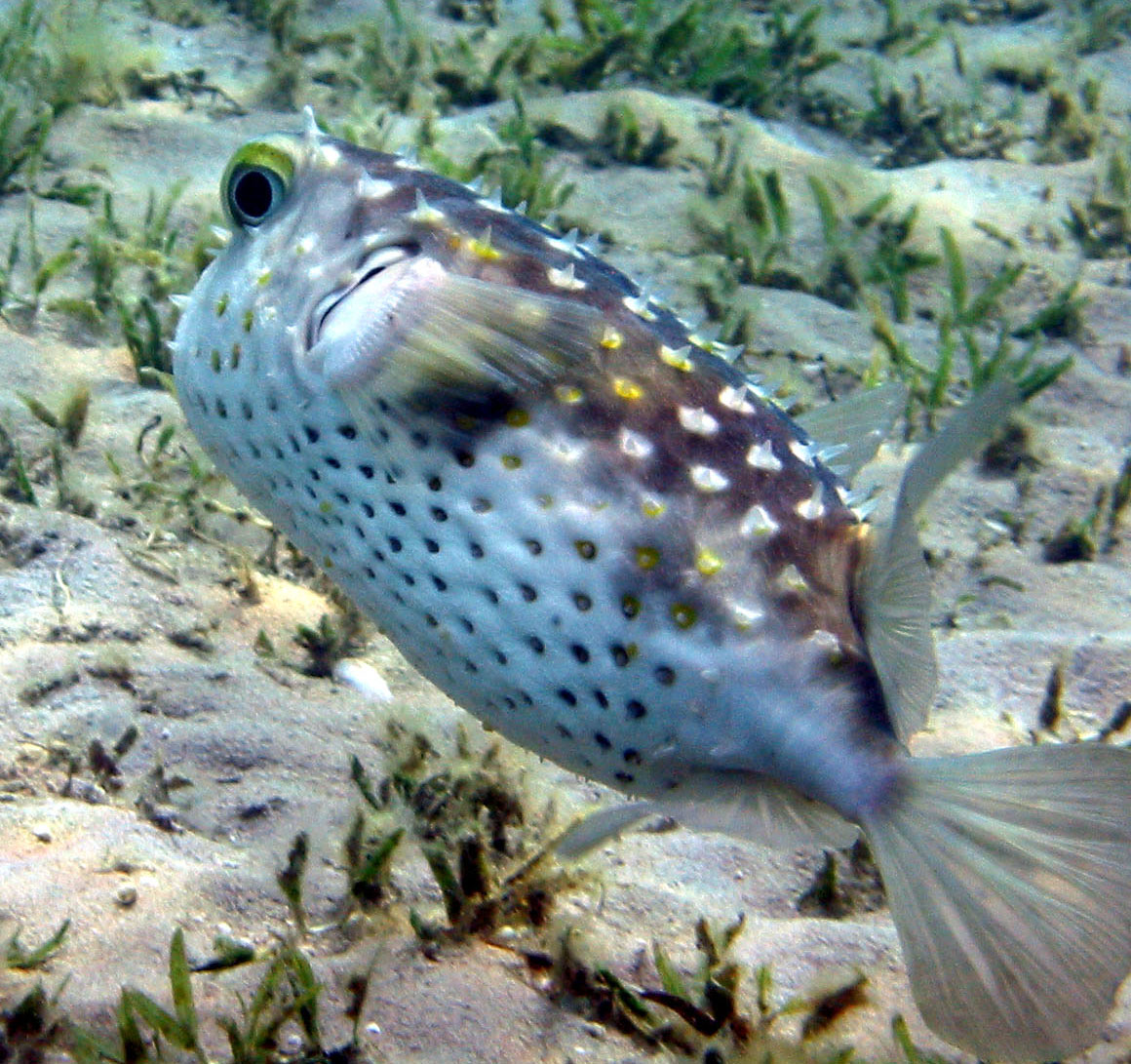
エジプト、タバ沿岸にて
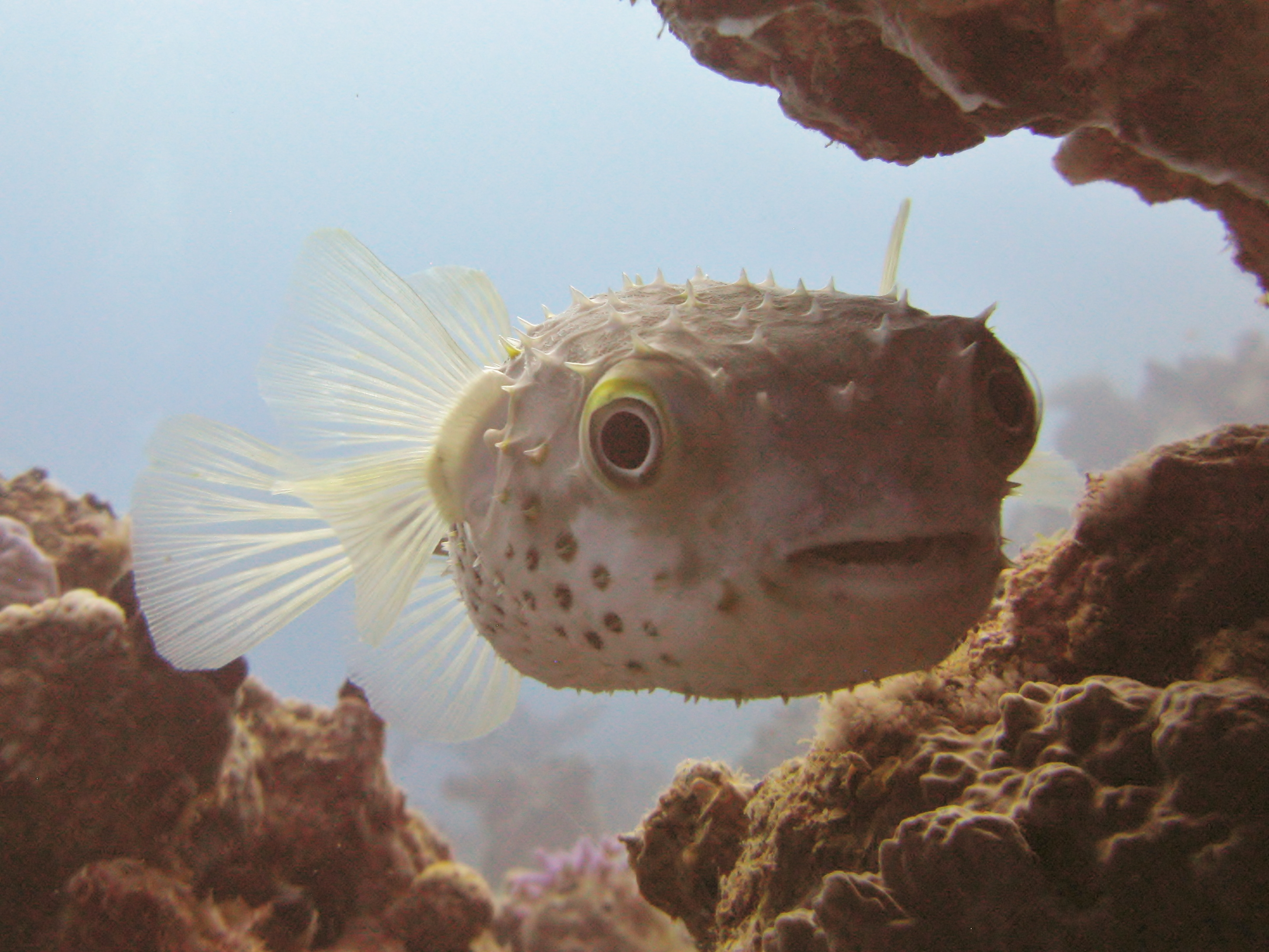
エジプト、南シナイ県にて